# Thomas Buza
Thomas Buza, född 1971, är en svensk bordtennisspelare ursprungligen från Mellerud i Dalsland. 
Han flyttade 1985 till Halmstad och Halmstad Bordtennisklubb. Just Halmstad BTK är det enda lag Buza representerat i Elitserien (i mer än tio år). Han har dock spelat i superettan för BTK Warta i Göteborg i tre säsonger. 
Han är svensk mästare i lag, singel och mixed. Idag är han verksam som tränare, styrelseledamot och lagledare i Halmstad BTK.